# Rayong
Rayong (taj. ระยอง) – miasto w południowej Tajlandii, na południowy wschód od Bangkoku, nad Zatoką Tajlandzką, ośrodek administracyjny prowincji Rayong. Około 121 tys. mieszkańców.